# اقتصاد ساموا
اقتصاد ساموا يعتمد على الصادرات الزراعية، مساعدات التنمية والحوالات خاصة من الخارج. والبلاد عرضة للعواصف المدمرة. وتوظف الزراعة ثلثي القوى العاملة، وتعطي 90٪ من الصادرات، من بين الصادرات كريم جوز الهند، زيت جوز الهند وجوز الهند. وبخلاف مصنع سلك تسخير السيارات، فإن قطاع ثانوي يعنى بمعالجة المنتجات الزراعية. والسياحة هي قطاع يتم توسيعه. وقد زار أكثر من 70000 سائح الجزر في عام 1996. ودعت حكومة ساموا لتحرير القطاع المالي، وتشجيع الاستثمار، واستمر الانضباط المالي. ويشير المراقبون إلى مرونة اقتصاديات العمل كعامل قوة أساسي للتقدم الاقتصادي في المستقبل.